# 冯营镇
冯营镇，是中华人民共和国河南省周口市沈丘县下辖的一个乡镇级行政单位。
冯营原为九区。1949年区公所设在天桥。1951年迁至冯营。1958年5月撤区改乡，9月取消乡，建冯营人民公社，10月改名为冯营管理区。1959年复称冯营人民公社。1961年改为冯营管理区。1965年恢复冯营人民公社。1983年改称冯营乡。2022年6月撤乡设镇，设冯营镇。

## 行政区划
冯营镇下辖以下地区：
冯营村、天齐庙村、双刘庄村、段庄村、田庄村、韩庄村、刘庄寨村、李广楼村、刘烟村、杨海营村、杨老庄村、王小庄村、柳树庄村、西王村、金李庄村、李寨村、刘桥村、李庙村、王观庙村、小高营村、大高营村、刘尧村、刘相村、吕集村、梁古洞村、张梁村、朱庄寨村、天桥村和西张庄村。